# 양철북

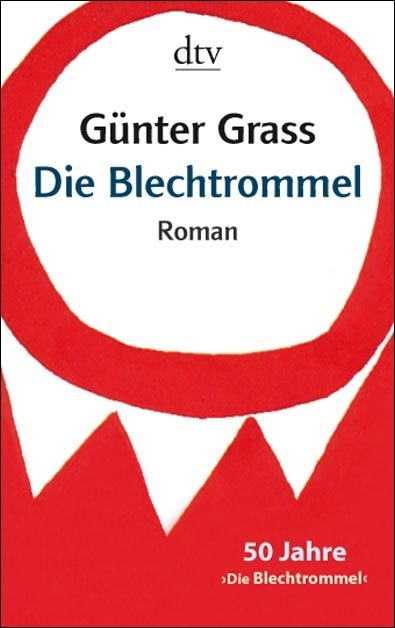

양철북(독일어:  Die Blechtrommel)은 귄터 그라스의 1959년 소설이다. 영화로도 각색되었으며 1979년 황금종려상과 1980년 아카데미 국제영화상을 수상했다.

## 줄거리
1924년 단치히에서 태어난 오스카 마체라트의 시점으로 전개되는 이야기로, 그는 세 살에 성장하기를 거부하고 영원한 유아로 남는다. 제2차 세계대전과 그 후의 격변기를 겪으며, 오스카는 장난감 드럼과 날카로운 비명을 무기로 삼아 세상과 맞선다. 오스카는 두 명의 추정 아버지, 나치당원 알프레드 마체라트와 폴란드인 얀 브론스키 사이에서 정체성을 혼란스러워하고, 다양한 연애와 예술 활동을 통해 자신의 존재를 확인하려 한다. 전쟁 중 난쟁이 극단과 함께하고, 전후에는 재즈 드러머로 성공하지만, 사랑과 죄, 전쟁의 기억에 시달리며 결국 살인 누명으로 정신병원에 수감되어 자신의 삶을 회고록으로 기록한다.

## 서지학
- The Tin Drum. Random House, 1961, ISBN 9780613226820
- 《The Tin Drum》. Vintage Books. 1990. ISBN 978-0-679-72575-6.